# Laxey
Laxey (idioma manés: Laksaa) es un pueblo manés en el Sheading de Garff en el este de la isla. Está al lado de la carretera A2 y el río Laxey. Su nombre significa «Río de Salmón» en el idioma noruego antiguo.

## Población
Laxey tuvo una población de 1.768 según el censo manés de 2006, más que 1.725 en el censo de 2001. Su población es la más pequeña de los cuatro pueblos de la dependencia. Hay 726 casas en Laxey, y por eso la media casa tiene 2,41 habitantes, más que los otros pueblos.

## Industria
Una atracción turística en Laxey es The Laxey Wheel (La Rueda de Laxey), que bombeaba agua a las minas de plomo, cobre, plata y zinc. Fue construido en 1854 por Robert Caseman, un habitante de Laxey, y su apodo es <<La Señora Isabela>> debido a la mujer de Caseman. Las minas cerraron en 1929  y la rueda fue comprado por el gobierno manés en 1965. Desde 1989, es la propiedad de Manx National Heritage, una organización caritativa. El Molino de Lana de Laxey fue fundado en 1881 por John Ruskin. Produce ropa en el tartán del pueblo, que es principalmente morado (significa brezo), añadido a azul (cielo), amarillo (flores amarillas), verde  (colinas) y blanco (nubes). El puerto de Laxey tomaba sus productos industriales a Inglaterra, pero ahora es utilizado para recreación.

## Ferrocarril
Desde 1895, hay un ferrocarril que tome viajeros a la cumbre de Snaefell, el punto más alto de la dependencia (620 metros).